# Luna 7
Luna 7 in russo Луна-7? fu una sonda lanciata dall'URSS con l'intenzione di effettuare un atterraggio morbido sulla Luna. A causa di un difetto tecnico si schiantò ad una velocità elevata sul suolo lunare.

## La missione
Luna 7 fu lanciata il 4 ottobre del 1965 alle 07:55:00 UTC. La missione si svolse regolarmente e fu praticata con successo una correzione di rotta il 5 ottobre per permettere alla sonda di atterrare dolcemente sulla Luna.
Appena prima dell'accensione del razzo frenante, il sistema di controllo della rotta perse il riferimento con la Terra. In questo caso, la sonda, era programmata per evitare l'accensione dei motori e Luna 7 si schiantò sulla Luna ad altissima velocità il 7 ottobre 1965, ad est del cratere Kepler.
Successive indagini dimostrarono che un sensore importante per la navigazione era stato montato con un angolo errato, e questo causò la perdita del riferimento terrestre.